# Правителство на Николай Денков
Правителството на Николай Денков е сто и второто правителство на България. На 6 юни 2023 година с мандат на „Продължаваме промяната“ – „Демократична България“ (ПП – ДБ), акад. Николай Денков е избран за министър-председател от XLIX народно събрание със 132 гласа „за“ и 69 гласа „против“. Структурата на правителството е одобрена със 132 гласа „за“ и 69 гласа „против“, а персоналният състав – със 131 гласа „за“ и 69 гласа „против“.
На 5 март 2024 г. премиерът Николай Денков депозира оставката на кабинета в деловодството на Народното събрание. На следващия ден оставката на кабинета е приета от парламента с 216 гласа „за“. Съгласно Конституцията правителството продължава да изпълнява функциите си до назначаване на ново правителство.

## Съставяне
На 6 юни 2023 г., след споразумение, постигнато между ГЕРБ – СДС и „Продължаваме промяната – Демократична България“ (ПП – ДБ), Николай Денков е избран за министър-председател на България и оглавява т.нар. кабинет „Денков“. Денков е избран за премиер с гласовете на 132 народни представители – депутатите от ГЕРБ – СДС и ПП - ДБ, както и двама от ДПС. Председателят на Движението за права и свободи Мустафа Карадайъ и депутатът от ДПС Делян Пеевски обясняват след вота, че не подкрепят кабинета като състав, а само готвената конституционна реформа.
Правителството е сформирано с втория мандат след парламентарните избори от април 2023 г. – този на ПП – ДБ. Уговорката е то да бъде оглавявано на ротационен принцип – първите 9 месеца премиер да е Денков, а следващите 9 месеца премиер да е Мария Габриел (от ГЕРБ – СДС), която в кабинета „Денков“ е вицепремиер и министър на външните работи в кабинета. За да се осъществи ротацията, след изтичане на деветмесечния срок премиерът Денков трябва да подаде оставката на правителството, след което отново да стартира процедура по връчването на мандати от президента последователно на партиите, получили най-много гласове на парламентарните избори от април 2023 г. – първо на ГЕРБ – СДС, след това на ПП – ДБ и накрая на „Има такъв народ“.

## Дейност
На 13 октомври 2023 г. е гласуван вот на недоверие срещу кабинета „Денков“, внесен от парламентарните групи на БСП, „Възраждане“ и ИТН. Вотът е неуспешен, като получава подкрепата на 71 народни представители; против са 143 народни представители от ГЕРБ, ПП – ДБ и ДПС.

## Оставка
На 5 март 2024 г. акад. Денков подава оставката на ръководения от него кабинет в изпълнение на уговорката за ротация между ГЕРБ – СДС и ПП – ДБ. Малко преди този акт двете политически коалиции, подкрепящи кабинета, започват да тълкуват по различен начин постигнатата договорка за ротацията и начина, по който тя да се извърши. От една страна ГЕРБ – СДС започват да настояват за повече власт и изнудват партньорите си за персонални смени в състава на кабинета, което е в разрез с първоначалната договореност за ротация единствено на премиера и вицепремиера. От друга страна ПП – ДБ и в частност акад. Денков обявява, че желае да бъде не вицепремиер и образователен министър (както е договорено), а вицепремиер и външен министър. Като довод излага, че иска да се чува гласът на ПП – ДБ в чужбина . След продължителни преговори и публични спорове ГЕРБ – СДС и ПП – ДБ не постигат съгласие относно състава на правителство, ръководено от Мария Габриел, и тя отказва да бъде премиер, с което не се изпълнява заявката й за участие в политическия живот на страната, а именно - да оглави правителството. ПП – ДБ и ИТН също връщат неизпълнени съответно втория и третия мандат.
Кабинетът продължава да осъществява дейност като правителство в оставка до назначаването на служебно правителство, което следва да подготви предсрочни парламентарни избори. Смяната на властта е осъществена на 9 април 2024 г., а начело на служебния кабинет застава председателят на Сметната палата, бивш председател на Народното събрание и депутат от ГЕРБ Димитър Главчев.

## Кабинет
Сформира се от следните 19 министри и един председател:
| министерство                                  | име | име                 | партия     |
| --------------------------------------------- | --- | ------------------- | ---------- |
| министър-председател                          |     | Николай Денков      | ПП-ДБ      |
| заместник министър-председател, външни работи |     | Мария Габриел       | ГЕРБ-СДС   |
| финанси                                       |     | Асен Василев        | ПП-ДБ      |
| вътрешни работи                               |     | Калин Стоянов       | безпартиен |
| отбрана                                       |     | Тодор Тагарев       | безпартиен |
| околна среда и води                           |     | Юлиан Попов         | безпартиен |
| енергетика                                    |     | Румен Радев         | безпартиен |
| регионално развитие и благоустройство         |     | Андрей Цеков        | ПП-ДБ      |
| земеделие и храни                             |     | Кирил Вътев         | безпартиен |
| образование и науката                         |     | Галин Цоков         | безпартиен |
| култура                                       |     | Кръстю Кръстев      | безпартиен |
| правосъдие                                    |     | Атанас Славов       | ПП-ДБ      |
| иновации и растеж                             |     | Милена Стойчева     | безпартиен |
| икономика и индустрия                         |     | Богдан Богданов     | безпартиен |
| труд и социална политика                      |     | Иванка Шалапатова   | безпартиен |
| транспорт и съобщения                         |     | Георги Гвоздейков   | ПП-ДБ      |
| здравеопазване                                |     | Христо Хинков       | ПП-ДБ      |
| туризъм                                       |     | Зарица Динкова      | ПП-ДБ      |
| електронно управление                         |     | Александър Йоловски | безпартиен |
| младеж и спорт                                |     | Димитър Илиев       | безпартиен |